# Adolfo Miguel Castaño Fonseca
Adolfo Miguel Castaño Fonseca (San Mateo Mozoquilpan, 27 de septiembre de 1962) es un eclesiástico y profesor católico mexicano. Es el primer obispo de Azcapotzalco, desde septiembre de 2019. Fue obispo auxiliar de México, entre 2010 y 2019.

## Biografía
Adolfo Miguel nació el 27 de septiembre de 1962, en la localidad mexicana de San Mateo Mozoquilpan, del municipio de Otzolotepec. Hijo de Miguel Castaño Cervantes y Reina Fonseca Gutiérrez, siendo el segundo de ocho hermanos.
Realizó su formación primaria y secundaria en Villa Cuauhtémoc (1968-1977).
Estudió en el Seminario Diocesano de Toluca (1977-1986), donde realizó los estudios de Humanidades, Filosofía y Teología. 
Tras realizar estudios en la Universidad Pontificia de México (1986-1989), obtuvo la licenciatura en Teología Bíblica. Obtuvo el doctorado en la Pontificia Universidad Gregoriana (1992-1996).

### Sacerdocio
Su ordenación sacerdotal fue el 19 de marzo de 1987, incardinándose en la entonces diócesis de Toluca. 
Como sacerdote desempeñó los siguientes ministerios:
- Miembro del equipo formador y prefecto de estudios del Seminario Menor de Toluca; y profesor en el Seminario Mayor de Toluca (1989-1992).
- Miembro del equipo formador (1996-2009); asesor de segundo de Filosofía (1996-1997); asesor de primero de Teología (1997-1999); secretario general (1997-2005); prefecto de estudios (1999-2005) y bibliotecario (1999-2009) en el Seminario Mayor de Toluca.[3]
- Profesor invitado en el «Instituto Regina Mundi», en Roma (1995-1996).
- Miembro de la Comisión para la Vida y el Ministerio de los Presbíteros (1998-2005).
- Profesor  de Exégesis y Teología Bíblica, en la Universidad Pontificia de México (2002-2005).
- Rector de la Iglesia la Anunciación, en Metepec (2009-2010).[3]

## Episcopado

### Obispo Auxiliar de México
El 22 de junio de 2010, el papa Benedicto XVI lo nombró obispo titular de Vadesi y obispo auxiliar de México. Fue consagrado el 30 de julio del mismo año, en la Basílica de Guadalupe, a manos del cardenal-arzobispo Norberto Rivera Carrera.
- Vicario general.
- Vicario episcopal en la III Zona de Pastoral de la Arquidiócesis de México.[3]
- Vicario episcopal de la I Vicaría (2019).
- Miembro del Consejo Permanente (2012-2018) y responsable de la Dimensión Episcopal para la Pastoral Bíblica (2018-2021) en la Conferencia del Episcopado Mexicano.[2]
- Coordinador para la traducción del Nuevo Testamento en el proyecto de CELAM: La biblia para la Iglesia de América (2004-2010).
- Miembro del Centro Bíblico Pastoral para América Latina (CEBIPAL).

### Obispo de Azcapotzalco
El 28 de septiembre de 2019, fue erigida la Diócesis de Azcapotzalco, de la que fue nombrado su primer obispo al mismo tiempo.
El 7 de noviembre del mismo año, se ejecutó la bula pontificia, erigiendo la Catedral de Azcapotzalco y tomando posesión canónica de nueva sede.

## Publicaciones
Es autor de varios libros sobre tema bíblicos, tales como: 
- "Dikaiosyne en Mateo", una interpretación teológica a partir de 3,15 y 21,32, Roma, 1997.
- "Camino y Cumplimiento de Toda Justicia", México, 1999.[8]
- "María Junto a Jesús en la Biblia", México, 2000.
- "Discipulado y Misión en el Evangelio de Mateo, Colombia, 2006.
- "Marcos-Mateo", comentario temático, España, 2010.
- "Abriendo su boca les enseñaba diciendo", España, 2017.